# Sultan (P. domestica)
Sultan (P. domestica) es una variedad cultivar de ciruelo (Prunus domestica), de las denominadas ciruelas europeas.
Una variedad antigua de ciruela criada en Sawbridgeworth (en el condado de Hertfordshire en Gran Bretaña) en 1871. Las frutas tienen una pulpa amarillo verdoso o ambarino, con textura semi firme, ligeramente crujiente, jugosa, y con sabor acidulado, poco dulce, muy agradable.

## Historia
'Sultan (P. domestica)' variedad antigua de ciruela criada en Sawbridgeworth (en el condado de Hertfordshire en Gran Bretaña) por Thomas Rivers, a partir de semillas de 'Belle', alrededor de 1871.
'Sultan (P. domestica)' está descrita por : 1. Jour. Hort. 21:243. 1871. 2. Flor. and Pom. 145, Pl. 1875. 3. Hogg Fruit Man. 727. 1884.
La ciruela 'Sultan (P. domestica)' está considerada en España incluida en las variedades locales autóctonas muy antiguas, cuyo cultivo se centraba en comarcas muy definidas, que se caracterizan por su buena adaptación a sus ecosistemas, y podrían tener interés genético en virtud de su características organolepticas y resistencia a enfermedades, con vista a mejorar a otras variedades.

## Características
'Sultan (P. domestica)' árbol de porte extenso, vigoroso, muy productivo, erguido. Flor blanca, que tiene un tiempo de floración que comienza a partir del 14 de abril con el 10% de floración, para el 19 de abril tiene una floración completa (80%), y para el 3 de mayo tiene un 90% de caída de pétalos.
'Sultan (P. domestica)' tiene una talla de tamaño grande a muy grande, de forma redondeada ligeramente asimétrica, con peso promedio de 91.80 g, presentando una sutura bien visible, línea amoratada ligeramente más oscura que el color de la chapa, situada superficialmente excepto junto a la cavidad peduncular o en depresión ligera en toda su extensión; epidermis tiene una piel con abundante pruina blanquecina, no se aprecia pubescencia, siendo el color de piel rojo oscuro, rara vez puede verse el color verde aceitunado del fondo, con punteado muy abundante, poco perceptible, sobre todo en los frutos más oscuros; pedúnculo de longitud promedio de 12.90 mm, y grosor mediano, fuertemente adherido al fruto, con la cavidad del pedúnculo estrecha, poco profunda, medianamente rebajada en la sutura; pulpa de color amarillo verdoso o ambarino, con textura semi firme, ligeramente crujiente, jugosa, y con sabor acidulado, vivaz y agradable.
Su tiempo de recogida de cosecha se inicia en su maduración de tercera decena de agosto a primera de septiembre.

## Usos
Se usa comúnmente como una excelente ciruela en elaboraciones culinarias.